# IV. Béla magyar király

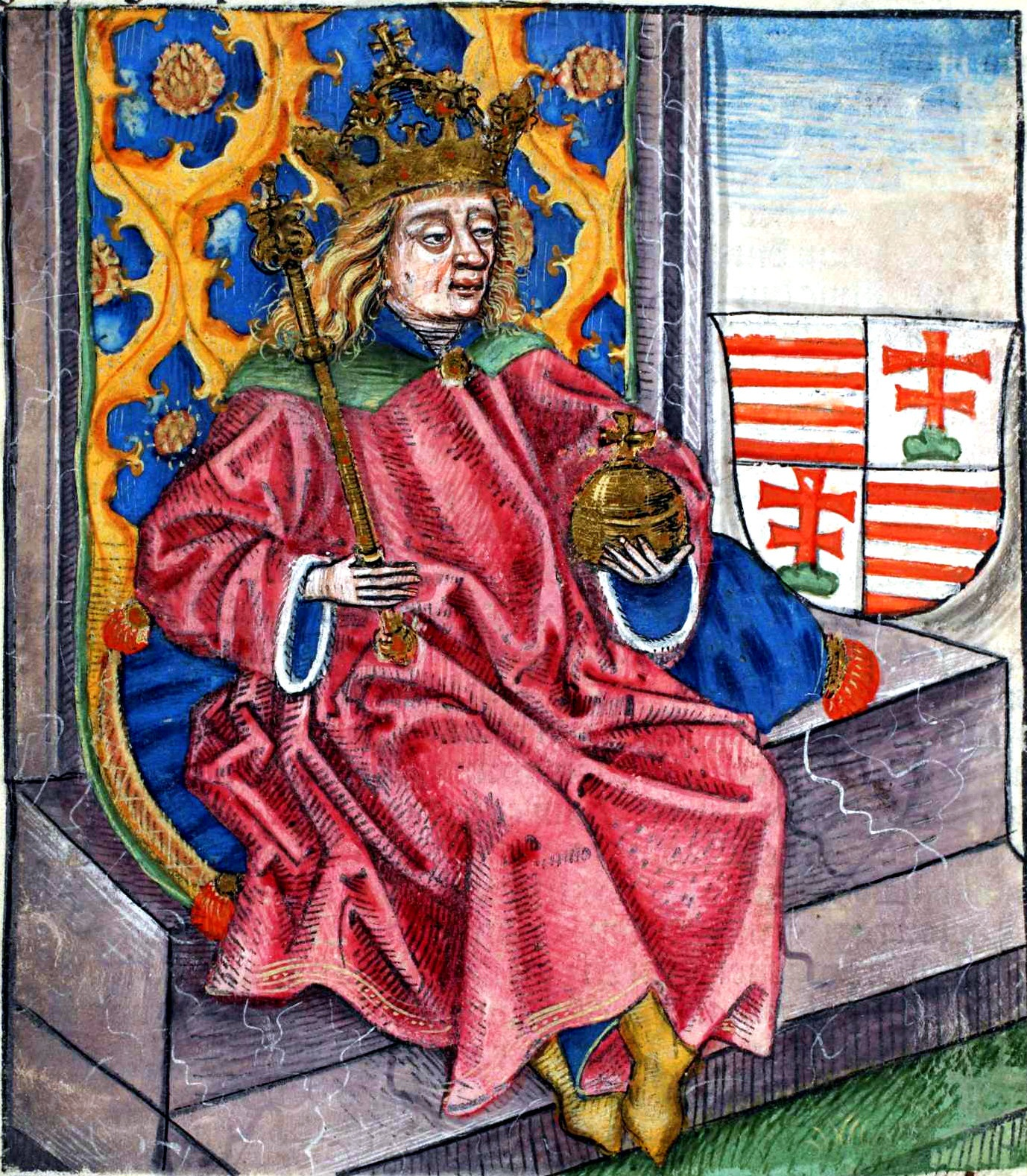
IV. Béla ábrázolása a Thuróczi-krónikában

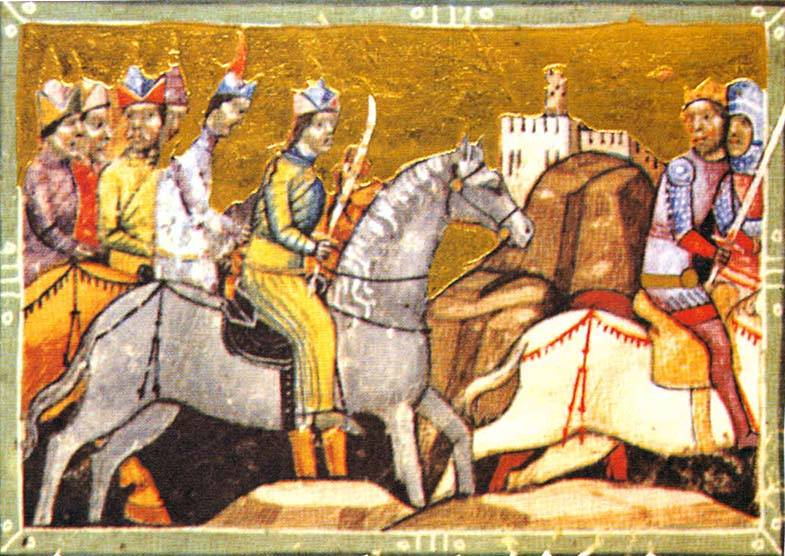
IV. Béla menekülése a tatárok elől

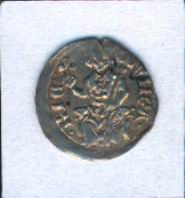
IV. Béla ezüstdénárjának hátlapja az uralkodó trónon ülő képmásával

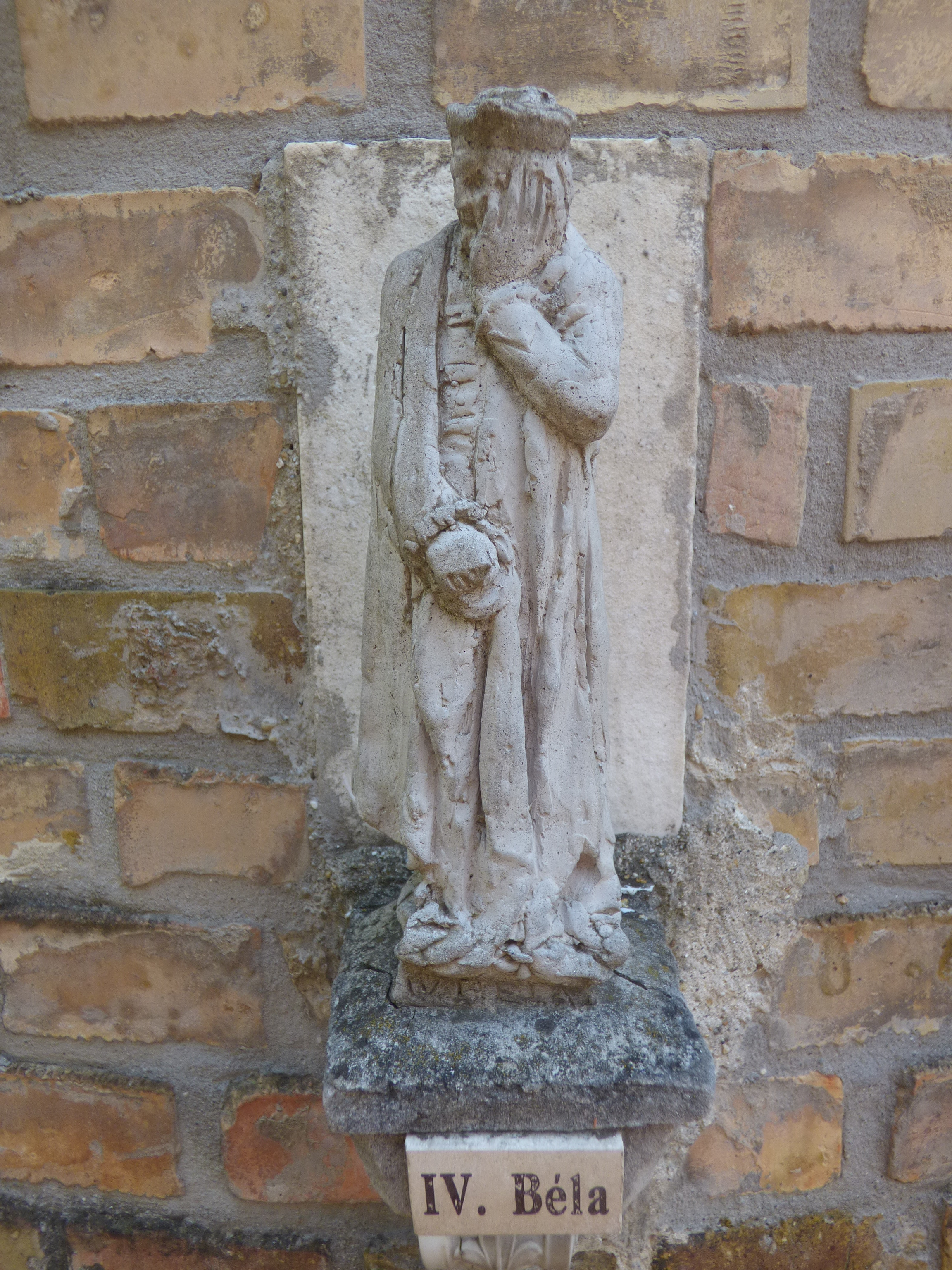
Szobra a székesfehérvári Bory-várban, Bory Jenő alkotása

IV. Béla (1206. november 29. – 1270. május 3.) Magyarország királya 1235-től haláláig. II. András magyar király és első felesége, Merániai Gertrúd második gyermeke. Hagyományosan a legnagyobb magyar uralkodók közé soroljuk. Az ő nevéhez fűződik az ország tatárjárás utáni újjáépítése, innen „ a második honalapító” jelző. Őt tartják Budavár alapítójának is.

## Uralkodása

### Uralkodásának első szakasza
Apját, II. András magyar királyt követte a trónon annak halálakor. 1235. október 14-én Székesfehérváron koronázták Magyarország törvényes királyává (Bélát az urak nyomására apja már 1214-ben megkoronáztatta). Elődeitől és utódaitól eltérően nem az I. István magyar király által alapított Nagyboldogasszony-bazilikában kenték fel, hanem az őáltala átépíttetett Szent Péter és Pál-templomban, melyet Géza nagyfejedelem alapított 972-ben. Béla és apja, András viszonyát már korán burkolt, majd nyílt viszálykodás jellemezte. Uralkodásának első intézkedéseivel világossá tette, hogy minden tekintetben szakítani kíván apja politikájával. Politikai ideálja az első Árpádok korlátlan hatalma volt, célja pedig III. Béla magyar király dicsőséges korának visszaállítása. Az apja által juttatott „haszontalan és felesleges örökadományok” visszavételével próbálta gyengíteni a bárókat, saját hatalmát pedig erősíteni.
1237-es privilégiumával megerősítette III. István magyar király kiváltságlevelét, az úgynevezett fehérvári jogot, mely a kialakuló városok jogalapjának számított Magyarországon.
A király politikájával szembeni elégedetlenség oly nagy volt, hogy 1239-ben Béla kénytelen volt felhagyni az adományok visszavételével. A válságot tovább mélyítette a kunok befogadása. Ők Béla engedélyével telepedtek le az országban, ám – elsősorban nomád életmódjuk miatt – összetűzésekbe keveredtek a helyi nemességgel. Béla azért fogadta be a kunokat, mivel a kunok jelentős haderőt képviseltek, ezenfelül a király a kereszténység terjesztését látta a kunok befogadásában, ők ugyanis pogányok voltak.

### A tatárjárás
1240 végére félelmetes katonai erővel rendelkező mongol seregek érték el az ország keleti határait. A király már korábban is tudott a tatárok készülő támadásáról, mivel Julianus barát a volgai magyarok felderítésére szervezett expedíciója alkalmával, 1236-ban hallott a tatárok hódító terveiről. Ezenfelül 1237-ben a tatár seregek vezére küldött egy levelet IV. Bélának: „… Tudom, hogy gazdag és hatalmas király vagy, sok katonád van, és egyedül kormányzol egy nagy országot. Ezért nehéz önként alám vetned magadat: mégis jobb és üdvösebb lenne neked, ha önként behódolnál nekem.” A király azonban nem foglalkozott a fenyegetésekkel, mivel figyelmét a királyi birtokok visszafoglalása kötötte le.
Az ország nem készült fel megfelelően a támadásra. Bár Béla küldött csapatokat a Kárpátok hágóinak a megvédésére, és fákkal eltorlaszoltatta a hágók nagy részét, ezeket az akadályokat a tatárok könnyedén legyőzték. A király politikája nem csak báróit idegenítette el, de a bajt tovább tetézte, hogy – minden alap nélkül – a tatárokkal való összejátszással vádolt Kötöny kun vezért a rákosmezei táborban felkoncolták a magyar nemesi felkelők és német lovagok. A felbőszült kunok erre dél felé, hatalmas pusztítást okozva kivonultak az országból.
A király segítséget kért Babenberg Frigyes osztrák hercegtől, aki csekély számú kísérettel meg is jelent a pesti táborban, majd egy, a város határában felbukkanó kisebb tatár csapat feletti bravúros győzelem után visszatért Bécsbe.
1241 tavaszán kezdődött meg a tatárjárás, amelynek során a mongol csapatok három irányból törtek be az országba. A Vereckei-hágónál először a nádor, Tomaj nembeli Dénes próbálta meg a tatárok útját állni, azonban a nádor seregét a mongolok szétverték. Béla elég nagy és erős sereget gyűjtött össze: talán 80 ezren lehettek, főként zsoldosok. Április 9-én Béla kivonult Pestről a mongolok ellen, és napokig követte a visszavonuló mongolokat, akik Muhinál megálltak és eltűntek az erdőségben. A király parancsára a magyarok a Sajó folyó partján vertek fel a tábort, ami a sík terep miatt teljesen védtelen volt: „Úgy rendeződtek el tehát, mintha valamilyen szűk karámban volnának mindnyájan, körös-körül állítva szekereiket és pajzsaikat, mintegy a tábor védelméül… Ezt tartották a magyarok erős védelemnek, pedig legfőképpen ez okozta a vesztüket.” Április 10-én, este a tatár seregek megpróbáltak átkelni a Sajó hídján, ám Kálmán herceg és Ugrin kalocsai érsek visszaverte őket.
Másnap, április 11-én, kora reggel az ellenfél teljes serege rátámadt a magyarokra, akiknek nagy része akkor még aludt. Kálmán herceg, Ugrin érsek és a templomos lovagok hősiesen harcoltak, ám a mongolok túlerőben voltak. A magyarok menekülni kezdtek, ám a biztonságosnak vélt táborból nem lehetett kijutni; maga a király és Kálmán herceg is csak a híveik segítségével tudott megmenekülni, az utóbbi azonban néhány héttel később belehalt sebeibe. Ugrin érsek és a templomosok nagymestere viszont meghalt a harcok során.
IV. Béla a híveivel északi irányba menekült; előbb Pozsonyba, majd Babenberg Frigyeshez. Az osztrák herceg azonban fogságba ejtette a királyt, és egy pár évvel azelőtti békeszerződés ürügyén kizsarolt tőle három, az osztrák határ mellett fekvő vármegyét: Pozsony, Sopron és Vas vármegyéket. A király és a családja végül az Adriai-tenger partján fekvő Trau várában talált menedékre. Az uralkodó továbbra is próbált segítséget szerezni a pápától, a francia királytól és a német-római császártól, de nem járt sikerrel.
1241 nyarára a Dunától északra és keletre lévő országrész a mongolok kezére került, csak néhány megerősített vár és erődítmény állt ellen. A muhi csata után pár nappal a tatárok elfoglalták Pestet, hatalmas mészárlást rendezve. Közben a Kádán, illetve Büdzsek és Borundaj által irányított déli szárnyak sorra vették be Erdély várait, többek között Radnát, Kolozsvárt és Nagyváradot. Télen a tatárok a hideg időjárás miatt átkelhettek a befagyott Dunán, és erőfeszítéseket tettek, hogy tatár szokás szerint kézre kerítsék az uralkodó személyét. IV. Béla király előbb Ausztriába, majd Horvátországba menekült. 1242-ben Gradecen aranybullát bocsátott ki, családját pedig Splitbe (Spalato) küldte. A splitiek azonban azt tanácsolták a királynénak, hogy gyermekeivel a megerősített Klissza várába húzódjon vissza, ahol I. Osl nembeli Herbord comes, a királyi udvar tagja, őrizte és védelmezte a tatároktól. Béla nemsokára követte családját Klisszába, majd innen az akkor még szigeten álló Trogir (Trau) várába menekült tovább Klisszát a horvát védők oltalmára bízva.
Kádán kán bele is kezdett Trau ostromába, ám 1242 tavaszán a mongol sereg váratlanul elvonult, romba döntött országot hagyva maga után. A kivonulás oka még vita tárgyát képezi a történészek körében. Lehetséges, hogy Ögödej mongol nagykán halála miatt a kánválasztásra sietett Batu, hogy részt vegyen az ilyenkor szokásos küzdelmekben. Elképzelhető az is, hogy a tatárok, mint a nomád népcsoportoknál szokásos, csupán a későbbi hódítást akarták előkészíteni. Tehát ez az 1241-42-es ostrom csak félelemkeltés volt. A harmadik felfogás szerint a veszteségek ellenére az ország ellenállása kényszerítette volna a tatárokat a kivonulásra, mivel hatalmukat nem tudták megszilárdítani.

### Reformok
A visszatérő királyt a mongol hadjárat tapasztalatai ráébresztették korábbi politikájának hibáira. A továbbiakban konfrontáció helyett megegyezésre törekedett az ország nagybirtokos nemeseivel. Az új birtokvizsgálatok már nem a királyi birtokok erőszakos restaurációját szolgálták, hanem biztosították kinek-kinek a maga jogos tulajdonát. Politikájának középpontjába egy új tatár támadás elhárítására tett intézkedéseit helyezte. Korszerű kővárakat építtetett, birtokadományaival erre ösztönözte alattvalóit is: a magánvárak aránya alig harminc év alatt 60 százalék fölé emelkedett. A királyi család is példát mutatott: Mária királyné 1250 környékén felépíttette Visegrádot. A magánvárak azonban hosszú távon veszélyeztették a királyi hatalmat és erősítették a tartományurakat, akik a várban immár a király uralmával is képesek voltak dacolni.
A birtokadományozás azonban csökkentette a király bevételeit, így egyre nagyobb hangsúlyt kaptak a királyi regálék, azaz a felségjogon szedett pénzek (például vámok, só kereskedelme, stb.). Apjától eltérően Béla értékálló, jó minőségű dénárt veretett, így fellendült a kereskedelem is.
Ekkoriban kezdődött meg a városiasodás: Zólyom, Körmend, Korpona és Besztercebánya is ekkor kapott városi rangot. A tatárdúlás után az ország újjáépítése keretében Budavárnak is alapítója lett.
1243-ban indult meg a vár építése az akkori neve szerint „pesti Újhegyen”, a mai budai Várhegyen. 1246-ban a várható újabb mongol támadás miatt felgyorsult az építkezés. 1247-ben IV. Béla király Pest lakosságát a Várhegyre költöztette át. 1255-ben kelt oklevélben már mint megépített várat említette, ahová a királyi pénzverdét is átköltöztette Esztergomból.
A másik tanulság, amit IV. Béla leszűrt a tatárjárásból, az a nehézlovasság hatékonysága volt. A lovagok sikeresen tudtak védekezni a nomád tatárok ellen; ráadásul a német-római haderő nagy részét is lovagok tették ki. A király ezért arra kötelezte a városokat, hogy meghatározott számú lovagot állítsanak ki háború esetén. Szintén védelmi célokat szolgált a kunok visszatelepítése az országba.
Mivel a tatárjárás során az ország lakosságának jelentős hányada elpusztult, a király külföldi telepeseket hívott be az országba. 1247-ben szerződést kötött a johannita lovagrenddel: a lovagok megkapták a Szörénységet, Kunországot, valamint a Barcaság egy részét, cserébe viszont kővárakat kellett építeniük, benépesíteni a nekik juttatott területeket, és lovagokat kiállítani a király hívására. A szerződést a johanniták azonban nemigen tartották be, ezért a király még 1260 előtt felbontotta azt.

### A Babenberg-örökség
1242 tavaszán Civakodó Frigyes megtámadta Pozsonyt, a király hadai azonban elhárították a támadást, majd visszafoglalták a korábban kizsarolt területeket. 1243. június 5-én a Velencei Köztársaság megtámadta, majd el is foglalta Zárát. 1244-ben IV. Béla szabad királyi városi címet ajándékozott Pag városnak.
1246 elején Frigyes osztrák és stájer herceg legyőzte a cseheket, majd a magyarokra támadt. A legnagyobb csata a Lajta partján zajlott, 1246. június 15-én. A magyarok oldalán harcolt III. Rosztyiszlav kijevi nagyfejedelem is, aki ekkor már IV. Béla veje volt, mivel elvette a király lányát, Annát. Az ütközetet ennek ellenére a magyarok elvesztették; ám a csata során meghalt Frigyes herceg, vele pedig kihalt az Ausztriát évszázadok óta uraló Babenberg-ház.
A terület új uralkodója a pápa által támogatott VI. Hermann badeni őrgróf lett. Sem a magyarok, sem a csehek nem léptek fel Hermann ellen, de a herceg 1250-ben bekövetkezett halála után nagy harcok robbantak ki Ausztriáért.
1251-ben az osztrák trónt Ottokár morva őrgróf, I. Vencel cseh király fia szerezte meg. IV. Béla erre az orosz Danyiil fejedelemtől kért segítséget, aki csatlakozott az Ausztriába 1252 júniusában betörő magyar és kun seregekhez. 1253-ban a magyarok feldúlták Morvaországot; ám IV. Ince pápa közbenjárására Ottokár és Béla végül békét kötöttek. Ennek értelmében a Semmering-hágótól délre eső területek magyar kézre kerültek. A terület kormányzását előbb Gutkeled István szlavón bánra, majd saját fiára, István hercegre bízta, azonban 1258-ban a helyi lakosság fellázadt a magyarok ellen, és csatlakoztak az immár II. Ottokár néven cseh királlyá koronázott Ottokárhoz.
Béla idősebb fia, István herceg bosszúálló hadjáratot vezetett a területekért, amelyeket azonban nem tudott visszafoglalni. 1260 elején lejárt a békeszerződés; június 25-én pedig megindultak a fegyveres harcok. A magyarok oldalára álltak a kunok, Danyiil orosz fejedelem csapatai, a lengyel fejedelmek, valamint a Balkánról a szerbek, a bolgárok és a görögök. Ottokárt támogatták a csehek, a morvák, az osztrákok, a stájerek és a sziléziai lengyelek. A Morva folyó mellett felállított ellenséges seregek július 12-én és július 13-án csaptak össze; az ún. első morvamezei csata a magyarok vereségével végződött. IV. Béla így kénytelen volt lemondani az osztrák területekről.

### A hatalom megosztása és belháború
Az oligarchák térnyerését jelezte a különböző tisztségek szaporodása. Ezek nem jártak számottevő hatalommal, de annál több pénzzel vagy természetben adott juttatással. A királyi hatalom erodálódása felgyorsult az 1260-as években, mert a király és örököse, István herceg megosztotta a hatalmat és az országot. Egymással szinte versengve szórták az adományokat, a megosztással megduplázták a tisztségeket. A birtokosok ráadásul választhattak a két királyi udvar közül, és ha nem találták meg a számításukat, átmentek a többet ígérő másik félhez — akár többször is. A legnagyobb urak versengve építették a várakat, és akik ebben a versenyben lemaradtak, gyakran a hatalmasabbak vazallusaivá süllyedtek — azoknak viszont szükségük volt a megbízható hívekre, akikre az egyes birtokrészeket rábízhatták. Szárba szökkent és a nyugat-európai hűbériséghez hasonló, de mégis sajátosan magyar rendszerré vált a familiaritás intézménye.
István herceg, mivel Magyarország elvesztette Stájerországot, visszakapta az erdélyi hercegségét. Neki kellett gondoskodnia a határ védelméről, amelyet elsősorban a be nem telepedett kunok fenyegettek. A herceg 1262-ben elérte, hogy a király egészen a Duna vonaláig megnagyobbítsa a felségterületét, valamint felvette az ifjabb király címet.
IV. Bélának nem tetszett a fia önállósodása, ezért 1264 nyarán rajtaütésszerűen megtámadta. Istvánt teljesen felkészületlenül érte a támadás: várai szinte ellenállás nélkül adták meg magukat, hívei tömegesen hagyták el. Béla elfogta István családját is. A herceg és megmaradt hívei az év végére az erdélyi Feketehalom várába szorultak vissza, ott azonban makacsul tartották magukat abban a reményben, hogy megmaradt híveinek sikerül felmentő sereget toborozniuk. A szövetségesek kiszabadították a herceg családját, a segélyhaddal megerősödött István pedig megfordította a háborút. Fokozatosan kiszorította Béla hadait a keleti országrészből; a döntő ütközetet 1265 márciusának elején vívták Isaszegnél. Győzelme után sikerei csúcsán azonban István megállt; nem akarta elűzni apját a trónról. Az újabb békében IV. Béla kénytelen volt visszaadni fiának a teljes keleti országrészt: visszaállt a korábbi megosztottság.
Bár István és Béla békét kötöttek, kettejük viszonya egészen a király haláláig feszült maradt. Béla halálos ágyán egykori ellensége, II. Ottokár cseh király védelmébe ajánlotta feleségét, Anna leányát és hű báróit. IV. Béla végül 1270. május 3-án hunyt el. Utóda fia, István lett, V. István néven.
IV. Béla fiára, Istvánra egy 28 év alatt újjáépített, virágzó, megerősödött királyságot hagyott. Béla sikeresen megkötötte a szövetséget az Árpád és az Anjou házak között kölcsönös házassági szerződéssel. Élete utolsó évében, 1269 decemberében Magyarországon járt I. Károly szicíliai király követeként Bernát montecassinói bencés apát. A külföldi, elfogulatlan kortárs így látta Béla udvarát:
A magyar királyi háznak hihetetlen a hatalma, meg sem lehet mondani, mennyi a fegyvere. Keleten és északon moccanni sem mer senki, ha a dicsőséges király a seregét megindítja. Észak és Kelet legtöbb országa és fejedelme rokonság vagy meghódolás címén birodalmához tartoznak.
Sed domus Hungarie incredibilem habet potenciam, indicibilem quidem armatorum gentem, ita quod in partibus Orientis et Aquilonis nullus sit pedem ausus movere, ubi triumphator, Rex scilicet gloriosus, potentem exercitum suum movit, et ingressum terre quandoque potentis Principis comminatur; maior enim pars Orientis et Aquilonis Regnorum et Principatuum, tam per parentelas quam subiugaciones, eius subiacet dicioni.
Halála után az esztergomi ferencesek templomába temetkezett családjával. A halála után következő anarchikus időszak miatt a kor embere a béke nagy királyát látta benne. Erre utal a sírjára vésett híres sírvers is:
| (latin) „Aspice rem caram: tres cingunt Virginis aram: Rex, Dux, Regina, quibus adsint Gaudia Trina Dum licuit, tua dum viguit rex Bela, potestas, Fraus latuit, pax firma fuit, regnavit honestas ” | (magyarul)„Mária-oltáron, nézd, nyugszik a sírban e három: Béla, neje s herceg – örvendjenek ők az egeknek! Míg lehetett, ült trónja felett a király hatalomban: Csalfa lapult, szent béke virult, becsület vala ottan ” |
| – Geréb László műfordítása | |

## Családja
1218-ban Béla feleségül vette Laszkarisz Máriát. Béla édesapja, II. András magyar király szerezte meg a lány kezét fia számára, miközben hazafelé tartott 1217-es szentföldi hadjáratáról. Mária a kis-ázsiai nikaiai görög császár, I. Theodórosz és felesége, Anna Angelina lánya volt. A párnak nyolc leánya és két fia született:
- Kunigunda (1224 – 1292), V. Boleszláv lengyel fejedelem felesége
- Margit (†1242 előtt)
- Katalin (†1242 előtt)
- Anna (1226/27 – 1271), III. Rosztyiszlav kijevi nagyfejedelem felesége
- Jolán (1235/39 – 1298)
- Erzsébet (1236 – 1271), XIII. Henrik bajor herceg felesége
- Konstancia (1237–1276), I. Leó halicsi király felesége
- István (1239 – 1272)
- Margit (1242 – 1270), később Szent Margit, a Margit-sziget névadója
- Béla (1250 – 1269), Szlavónia hercege

## Emlékezete

### Szépirodalom
- Katona József: Bánk bán, Trattner János Tamás, Pest, 1821
- Gárdonyi Géza: Isten rabjai, Singer és Wolfner Kiadása, Budapest, 1908
- Makkai Sándor: Táltoskirály, Sárga vihar, Erdélyi Szépmíves Céh, Kolozsvár, 1934
- Geréb László: Égő világ, Móra F. Kiadó, Budapest, 1961
- Karczag György: Zúgó nyilak, Móra Könyvkiadó, Budapest, 1970
- Hunyady József: Aranyhorda, Gondolat Kiadó, Budapest, 1968, 1972
- Szabó Magda: Béla király, Magvető Kiadó, Budapest, 1984
- Kocsis István: Az áldozat, Szt. Margit legendája, 1989
- Urbánszki László: Anno Domini, Gold Book, Debrecen, 2014-2016

### Opera
- Szokolay Sándor: Margit, a hazának szentelt áldozat, 1995

### Film
- Isten rabjai (1942)
- Tömény történelem - Szent Margit apácaévei és egy durva lánykérés (2016)